# Darrington (Washington)
Darrington az Amerikai Egyesült Államok északnyugati részén, Washington állam Snohomish megyéjében elhelyezkedő város. A 2010. évi népszámlálási adatok alapján 1347 lakosa van.
Az 1940-es és 1950-es években érkező appalache-i bevándorlók nagy szerepet játszottak a darringtoni hagyományok kialakulásában.

## Története

### Őslakosok
A térség első lakói a stillaguamish, sauk-suiattle és felső-skagit indiánok voltak. A mai Darrington területén egykor a sauk-suiattle-k települése és temetkezési helye feküdt. A felső-skagitok a Kudsl Kudsl (más néven Kuds-al-kaid) átjárót áruszállításra használták.
Burn (más néven Sauk Portage) területét a földmérők sűrűn látogatták. A Northern Pacific Railway 1870-ben egy lehetséges vasútvonal nyomvonalát tervezte, amely végül a Stampede-hágón át épült ki. A Stillaguamish-völgy északi részét a telepesek a hideg telek miatt „Starve Out” („Kiéhezés”) néven illették. Mivel a telepesek szerint az őslakosok rájuk támadtak, az indiánokat a térségbe érkező katonák kilakoltatással fenyegették; később kiderült, hogy a vádak alaptalanok voltak. A törzsek területigényüket később földmérőkkel is feljegyeztették.
Az 1889-es Monte Cristo-i aranyláz miatt a térség gyors fejlődésnek indult. A Mountain Loop Highway a karavánok által 1891-től használt nyomvonalon épült ki. A mai Darrington területe éjszakai pihenőhelyként szolgált; az Everett and Monte Cristo Railway vasútvonala három évvel később nyílt meg. A térségben több mint száz települést alapítottak.

### Megalapítása
A Sauk Prairie területén 1888 és 1891 között felépült lakóházak körül megalapították The Portage települést. Az 1891 júliusában tartott szavazáson a lakók a The Portage (más források szerint Norma), valamint a Darrington név közül választhattak (utóbbi W. W. Christopher telepes édesanyjának lánykori neve); a névválasztás a postahivatal megnyitásának feltétele volt. Egyes feljegyzések szerint a település neve „Barrington” lett volna, azonban a posta vagy a lakosok elírták. Az évtized végére a településen iskola, bolt és szálló is működött. A Fehér Ló-hegy nevét Fred Olds postavezető lováról kapta.
A lakosság a Seattle and International Railway Arlingtonból induló szárnyvonalának megépítéséért felajánlotta, hogy a bányákban kitermelt érc 75%-át a társaság szállíthatja. A később a Northern Pacific Railwaybe olvadt cég vasútvonalának kiépítése 1900-ban kezdődött; az első vonat egy évvel később érkezett meg Darringtonba.
Mivel a bányák kezdtek kiapadni, térség gazdasága a faiparra állt át. A településen maradt befektetők kohót alapítottak. 1906-ban Darringtonban megnyílt a második szálló és egy közösségi ház is. A bányászat feltámasztása érdekében a Hosszú-hegyen bornitbányát nyitottak, azonban a lelőhely kapacitása túl kicsinek bizonyult. A U.S. Lumber Company üzeme az 1910-es években napi 54 négyzetméter faanyagot állított elő.
A faipari vállalat 21 japán munkást alkalmazott, ami a lakókban heves ellenállást váltott ki. 1910 júniusában a japánokat kiűzték a településről és egy Everettbe tartó vonatra terelték őket. Az esetről Hajasi Kindzsiro konzulhelyettes jelentést írt a japán kormánynak. Mivel a fehér bőrűek a gyár felgyújtásával fenyegettek, a vállalat távolságtartást kért. Ugyan a kérelmet a bíróság elutasította, Hirojasu Fusimi herceg látogatását követően a helyiek megengedték húsz munkás visszatérését.

### Kora 20. század
Darrington lakosai ellenezték a megyei szesztilalmat, így városi rangot szerettek volna, amelyet azonban a U.S. Lumber Company és más tisztviselők megakadályoztak. Az 1910-es népszavazáson 46–35 arányban elutasították a szesztilalom bevezetését, azonban a megyében megszavazták azt.
A település az 1920-as években jelentősen növekedett; megnyílt a tűzoltóság, valamint elérhetővé vált az elektromos áram és a vezetékes víz. 1922-ben a Standard Oil töltőállomást létesített, és elindult a postakocsijárat. Az első mozi 1923-ban, a középiskola és a fogda 1925-ben nyílt meg; utóbbi egy használaton kívüli tehervagont váltott le.
A nagy gazdasági világválság idején a fűrészáruk értéke jelentősen csökkent, így a faipari vállalatok 1930 végére szinte mindenkit elküldtek. 1931-ben skarlát- és himlőjárvány tört ki, később pedig egy hóvihar megrongálta a Sauk-völgy útjait és hidait. Az 1933-ban alapított építőtábor kétszáz férfinak adott munkát. Az 1935-ben alapított szövetkezet fűrészüzeme 33 személynek kínált munkát, továbbá költségmegosztással különböző szolgáltatásokat nyújtott.
Az építőtábor elsődleges feladata az erdőtüzek elleni védelem és a Mount Baker Nemzeti Erdő infrastrukturális fejlesztése (például tűztornyok építése) volt, emellett kialakították a Mountain Loop Highwayt és számos erdészházat is létesítettek. A tábor az appalache-i bevándorlók első hullámát alkalmazta, akik később Darrington népességének többségét tették ki. A munkások megnyitották a Cascade-hegységet a turisták előtt, valamint sípályákat is létesítettek.
A Work Progress Administration finanszírozásával 1936-ban új középiskola nyílt meg.

### Városi rang és a faipar hanyatlása
Darrington 1945-ben, a 96–60 eredményű szavazást követően kapott városi rangot; népessége ekkor 600 fő volt. Az 1967-ig rendszeresen megrendezett Timberbowl fesztivállal tűzoltósági berendezésekre gyűjtöttek pénzt. 1947-ben felépült a városháza, amely a rendőrség, a tűzoltóság és a könyvtár székhelye is volt. 1952-ben megnyílt a közösségi ház és az 1200 férőhelyes sportcsarnok. Az új középiskolát és a repülőteret 1958-ban adták át.
Az 1960-as években megjelent vállalkozók a faipari hulladékot a nyomdák számára értékesítették. Az 1960-as évek végén a Kennecott Utah Copper külfejtésbe kezdett volna, azonban ezt politikusok és környezetvédők megakadályozták. A Northern Pacific vasútvonalán 1960-ban leállt a közlekedés, 1967-ben pedig a darringtoni állomást lebontották. A nyomvonalon később túraútvonalat alakítottak ki.
A város legnagyobb fafeldolgozója (ma a Hampton gyára) a Summit Timber tulajdonába került. Az 1960-as években a térség több zsindelygyára is bezárt, amely népességcsökkenéshez vezetett. Az 1980-as és 1990-es években a nyugati erdeibagoly és más fajok védelme érdekében a kitermelésre vonatkozó korlátozásokat vezettek be. Az új szabályozás miatt a Summit Timber csak magántulajdonú erdőkben végzett kitermelést, azonban továbbra is a város legnagyobb vállalkozása maradt. A faipar hanyatlása az 1990-es években kisebb tüntetésekhez vezetett.

### Turizmus és a 21. század
A város szerette volna előtérbe helyezni a turizmust. Az 1970-es években elfogadott szabályokkal meg kívánták őrizni a település vidékies hangulatát, így 2002-ig nem folytak építkezések. Darrington ma Everett és Marysville alvóvárosa. 1990-ben négyszáz férőhelyes börtönmunkatábort létesítettek volna, azonban a lakók ellenzése miatt erre nem került sor.
A 2000-es évek elején a város NASCAR-pályára és uszodára is pályázott, azonban ezek nem valósultak meg. A 2003-as áradás elmosta a Mountain Loop Highwayt, melynek helyreállítására csak 2008-ban került sor. A lezárás miatt több üzlet bezárt, a város pedig 750 ezer dollár turisztikai bevételtől esett el. A legnagyobb faipari feldolgozó a 2008-as világválságra hivatkozva 2011-ben 67 főt küldött el. A válság évei alatt a város állami támogatásokból felújította a vízhálózatot és az utcákat.
2014. március 22-én az Oso közelében történt földcsuszamlás során 43-an meghaltak és 50 épület, valamint a Washington State Route 530 egy szakasza megsemmisült. Darrington volt a mentés egyik logisztikai központja. A közösségi házban az embereknek, míg a rodeópályán az állatoknak alakítottak ki menedékhelyet.
A WA-530-at részlegesen júniusban nyitották meg; a teljes felújítás szeptemberre készült el. A vállalkozások veszteségeit a kisvállalati ügynökség alacsony kamatozású hitelekkel és részben magánadományokból származó támogatásokkal kompenzálta. A városi reklámkampánynak köszönhetően a turizmus a lezárás előtti szintre állt vissza. Washington állam a Snohomish megyei Gazdasági Szövetséggel és a Washingtoni Állami Egyetemmel közösen 65 millió dolláros gazdaságvédelmi tervet dolgozott ki, melynek megvalósítása 2016-ban kezdődött.

## Éghajlat
A város éghajlata mediterrán (a Köppen-skála szerint Csb).
| Hónap                         | Jan.  | Feb.  | Már.  | Ápr. | Máj. | Jún. | Júl. | Aug. | Szep. | Okt. | Nov.  | Dec.  | Év    |
| ----------------------------- | ----- | ----- | ----- | ---- | ---- | ---- | ---- | ---- | ----- | ---- | ----- | ----- | ----- |
| Rekord max. hőmérséklet (°C)  | 23,3  | 21,1  | 37,8  | 32,8 | 39,4 | 40,6 | 41,7 | 40,6 | 40,0  | 34,4 | 26,1  | 18,3  | 41,7  |
| Átlagos max. hőmérséklet (°C) | 6,7   | 8,9   | 13,3  | 16,7 | 21,1 | 22,8 | 26,7 | 27,2 | 23,9  | 16,1 | 9,4   | 5,6   | 16,6  |
| Átlagos min. hőmérséklet (°C) | −0,6  | −0,6  | 1,7   | 3,9  | 6,7  | 9,4  | 11,7 | 11,7 | 7,8   | 4,4  | 2,2   | −1,1  | 4,8   |
| Rekord min. hőmérséklet (°C)  | −25,6 | −23,9 | −18,0 | −6,7 | −6,7 | −0,6 | −1,1 | −5,0 | −3,9  | −8,9 | −20,0 | −23,3 | −25,6 |
| Átl. csapadékmennyiség (mm)   | 295   | 221   | 184   | 138  | 102  | 82   | 41   | 43   | 75    | 196  | 384   | 308   | 2069  |
| Forrás: The Weather Channel   |       |       |       |      |      |      |      |      |       |      |       |       |       |

## Népesség
A 2010-es népszámláláskor a városnak 1347 lakója, 567 háztartása és 349 családja volt. A népsűrűség 301,3 fő/km2. A lakóegységek száma 644, sűrűségük 144,1 db/km2. A lakosok 92,4%-a fehér,  2,4%-a indián, 0,4%-a ázsiai,  0,5%-a egyéb, 4,2%-a pedig kettő vagy több etnikumú. A spanyol vagy latino származásúak aránya 3,2% (   )
A háztartások 30,9%-ában élt 18 évnél fiatalabb. 44,8% házas, 9,5% egyedülálló nő, 7,2% egyedülálló férfi, 38,4% pedig nem család. 32,6% egyedül élt; 13,1%-uk 65 éves vagy idősebb. Egy háztartásban átlagosan 2,37 személy élt; a családok átlagmérete 2,96 fő.
A medián életkor 41,4 év volt. A város lakóinak 22,7%-a 18 évesnél fiatalabb, 7,7% 18 és 24 év közötti, 24,9%-uk 25 és 44 év közötti, 28,1%-uk 45 és 64 év közötti, 16,6%-uk pedig 65 éves vagy idősebb. A lakosok 50,9%-a férfi, 49,1%-a pedig nő.

## Gazdaság
A 2018-as adatok szerint a városban 955 aktív korú lakos él, a munkanélküliség pedig 6,9 százalék. A legnagyobb foglalkoztatók a gyártóipar (26,5%), az oktatás és az egészségügy (17,9%), a kereskedelem (15,4%), valamint a szórakoztatóipar (9,8%). A lakók 9,9%-a a városhatárokon belül, 13% Everettben, 6,4% Seattle-ben, 5,7% pedig Arlingtonban dolgozik; az átlagos ingázási idő 36,5 perc. 78,8% saját gépjárművel, 10,6% telekocsival, 5,3% gyalogosan, 1% tömegközlekedéssel, 4% pedig egyéb módon jut el munkahelyére.
A Hampton fűrészüzeme 138 munkahelyet kínál a Summit Timbertől 2002-ben megvásárolt és 15 millió dollárért felújított üzemében. A gyár hemlok- és duglászfenyőket dolgoz fel. A városban kézműves sörfőzde is működik. A Sauk-Suiattle indiánok kaszinója 50 személyt alkalmaz.

## Közigazgatás
A polgármestert és a képviselő-testület öt tagját négy évre választják.
2016-ban az önkormányzatnak hét alkalmazottja volt, költségvetése pedig hárommillió dollár. Darringtonban nincs postai kézbesítés, a küldemények csak a postahivatalban vehetők át.

## Kultúra
Sok tradíció a második világháborút követően érkező észak-karolinaiakhoz köthető. A halotti torokon gyakran a lakosság negyede részt vesz. A város életében nagy szerepet játszik az önkéntesség.
A darringtoni rendezvényközpont a várostól négy kilométerre nyugatra fekszik. Az 1964 óta június végén megrendezett Darrington Timberbowl Rodeo ezer feletti látogatót vonz. 2013-ban az esemény elmaradt, mert a lelátókat balesetveszélyesnek ítélték; a 25 ezer dolláros javítást követően 2014-ben újra megtartották. A rodeó nevét az 1964 és 1967 között megrendezett Timberbowl favágóversenyről kapta.
A Darrington Bluegrass Festivalt először 1977-ben rendezték meg az appalache-i bevándorlók leszármazottjai. A Whitehorse Mountain Amphitheaterben Bill Monroe, a Gibson testvérek és a Rural Delivery is fellépett. 2006 óta az amfiteátrum ad otthont a Summer Meltdown koncertsorozatnak, ahol négy nap alatt negyvenen lépnek a színpadra. A négyezer látogatót vonzó esemény részét képezi egy művészeti kiállítás is.
A városi rendezvények közé tartoznak még a Darrington-nap, a függetlenség napi felvonulás és a júliusi kirakodóvásár. Korábban vadvirágfesztivált és keresztény zenei eseményt is tartottak.

## Parkok

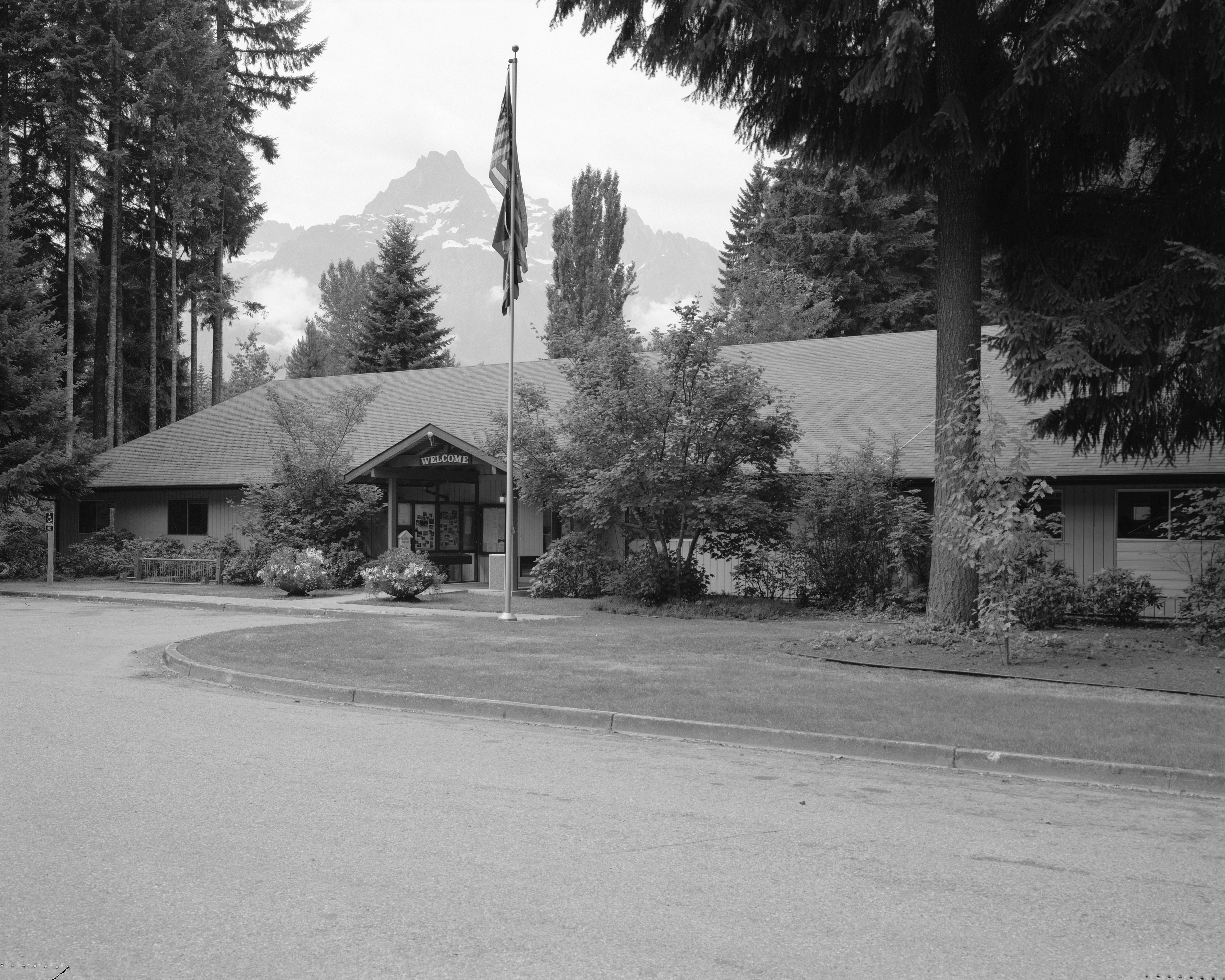
Az erdészet székhelye

A Mount Baker–Snoqualmie Nemzeti Erdő a darringtoni erdészet székhelye. Az erdő területén három tájvédelmi körzet és 480 kilométer hosszú túraútvonal-hálózat található. Darrington területén több helyen van lehetőség kempingezésre, horgászatra és vadvízi evezésre is. A Mountain Loop Highwayen több madárles is megközelíthető.
Darrington városa 9,7 hektárnyi közparkot tart karban. Az Old School Parkban játszótér és kerékpárpumpa található, a Harold Engles Parkban pedig disc golfra nyílik lehetőség. A Nels Bruseth Memorial Gardenben kiállítótér és havasszépekert található. A Snohomish megye által üzemeltetett, 2007-ben megnyílt Whitehorse Community Parkban sportpályákat építettek ki. A városban íjászatra is lehetőség van; a pályákon a Nemzeti Terepíjász Szövetség rendszeresen szervez gyakorlatokat. Az 1954-ben megnyílt közösségi ház edzőteremként és rendezvényhelyszínként szolgál.

## Oktatás
A város két iskoláját fenntartó Darringtoni Tankerületnek a 2018–2019-es tanévben 451 diákja, 24 tanára és 21 egyéb alkalmazottja volt. Az általános- és a középiskola közös területen fekszik. Utóbbi kabalája a Darrington Loggers, amely nevét az egykor jelentős faiparról kapta. A középiskola sportcsapatai az 1950-es, 1980-as és 1990-es években több sportágban is nyertek bajnoki címet.
Az 1990-ben épült és 2008-ban felújított könyvtár fenntartója a Sno-Isle Libraries.

## Infrastruktúra

### Egészségügy
A város orvosi rendelőjének fenntartója 1958 előtt a Cascade Valley Hospital, azóta a Skagit Regional Health. Korábban többször is előfordult, hogy a háziorvosi praxis évekig betöltetlen maradt; ilyenkor az ellátásért egy ápoló felelt.

### Közlekedés
Darrington közúton a WA-530-on közelíthető meg, amelyen 2016-ban északi irányban napi 3300, míg déli irányban napi 2300 jármű haladt át. A Cascade-hegység felé haladó Mountain Loop Highwayt a téli időszakban lezárják, mivel 23 kilométeren nem rendelkezik szilárd útburkolattal, így balesetveszélyes.
A város tömegközlekedésést a Community Transit, valamint a Sauk-Suiattle Indián Törzs biztosítja; utóbbi szövetségi és állami támogatással 2016-ban indította el Darringtont a Skagit megyei Concrete-tel és az indián rezervátummal összekötő autóbuszjáratát.
A Northern Pacific Railway egykori vasútvonala mentén haladó Whitehorse Trailt túrázók, kerékpárosok és lovasok számára alakították ki. A WA-530 mentén fekvő városi repülőtérről kereskedelmi járatok nem indulnak.

### Közművek
A megyei közműszolgáltató által fenntartott biomassza-erőmű energiáját a Hampton gyárában elégetett fával biztosítják. A létesítmény 7 MW áramot képes termelni; az eredeti tervek szerint egy 20 MW-os erőművet építettek volna, azonban ezt környezetvédelmi szempontokból elvetették. A városban nincs vezetékes gáz, a fűtéshez szükséges hőt fatüzelésű kazánok biztosítják; ezek egy részét a túlzott légszennyezettség miatt a Puget Sound Clean Air Agency lecserélte. Vezetékes internetszolgáltatás a Frontier optikai hálózatán érhető el.
Az ivóvizet kutakról biztosítják. A csatornahálózat nincs kiépítve, így a szennyvizet szippantani szükséges. Az 1990-es és a 2000-es években többször is felmerült a csatornázás lehetősége, azonban azt annak magas költségei miatt elvetették. A hulladékszállításért és -újrahasznosításért a Waste Management felel.

## Média
A The Wranglert 1907 és 1915 között adta ki a történelmi társaság. A The Darrington News 1947 és 1949 között jelent meg. A Timber Bowl Tribune-t a The Concrete Herald nyomdájában sokszorosították. Az 1955-ben alapított Tribune 1958-ban a The Arlington Timesba olvadt.

## Nevezetes személyek
- Bob Barker, műsorvezető[159]
- Nels Bruseth, író és erdész[160]

## Fordítás
- Ez a szócikk részben vagy egészben  a   Darrington, Washington című angol Wikipédia-szócikk ezen változatának fordításán alapul.  Az eredeti cikk szerkesztőit annak laptörténete sorolja fel. Ez a jelzés csupán a megfogalmazás eredetét és a szerzői jogokat jelzi, nem szolgál a cikkben szereplő információk forrásmegjelöléseként.